# Mbanza Congo (municipio)
Mbanza Congo è una municipalità dell'Angola appartenente alla Provincia dello Zaire. Ha 83.456 abitanti (stima del 2006).
Il capoluogo è Mbanza Congo.